# Tulipany (singel)
Tulipany – singel polskiego piosenkarza Mieczysława Fogga, nagrany pod koniec lat 40. XX w. dla własnej wytwórni Fogg Record.
Na stronie noszącej niższy numer kolejny (077) nagrany został walc „Tulipany”, którego kompozytorem był akompaniator Fogga z czasów okupacji Jan Markowski. Piosenkarzowi towarzyszyła podczas nagrania orkiestra pod dyrekcją Władysława Kabalewskiego.
Na stronie noszącej nr 080 nagrane zostało tango „Czarnoksiężnik”. Naklejka na płycie informuje, iż autorem muzyki jest E. Miedziński, natomiast słowa napisali Z. Czerniak i Kuroczko. Na płytach, które ukazały się nieco wcześniej – nagranych przez Zenona Jarugę i Zbigniew Rawicz – jako autor muzyki „Czarnoksiężnika” podawany jest Zygfryd Czerniak, a Dariusz Michalski w książce „Piosenka przypomni ci...” podaje nazwiska: Edward Miedziański i Tadeusz Kuroczko. Informuje również (s.203), że właściwe nazwisko autora tekstu to: Czesław Liberowski. Również i w tym utworze Foggowi towarzyszyła orkiestra pod dyrekcją Władysława Kabalewskiego. 
10-calowa monofoniczna płyta, odtwarzana z prędkością 78 obr./min. wydana została przez wytwórnię Fogg Record (numery matryc: B-33455 (Tulipany), B-33458 (Czarnoksiężnik).

## Lista utworów
1. „Tulipany” (muz. Jan Markowski, sł. Zdzisław Gozdawa)
2. „Czarnoksiężnik” (muz. Z. Czerniak)